# Katowice Dąbrówka Mała
Katowice Dąbrówka Mała – nieczynna w ruchu pasażerskim stacja kolejowa w Katowicach, w dzielnicy Dąbrówka Mała, w województwie śląskim, w Polsce.

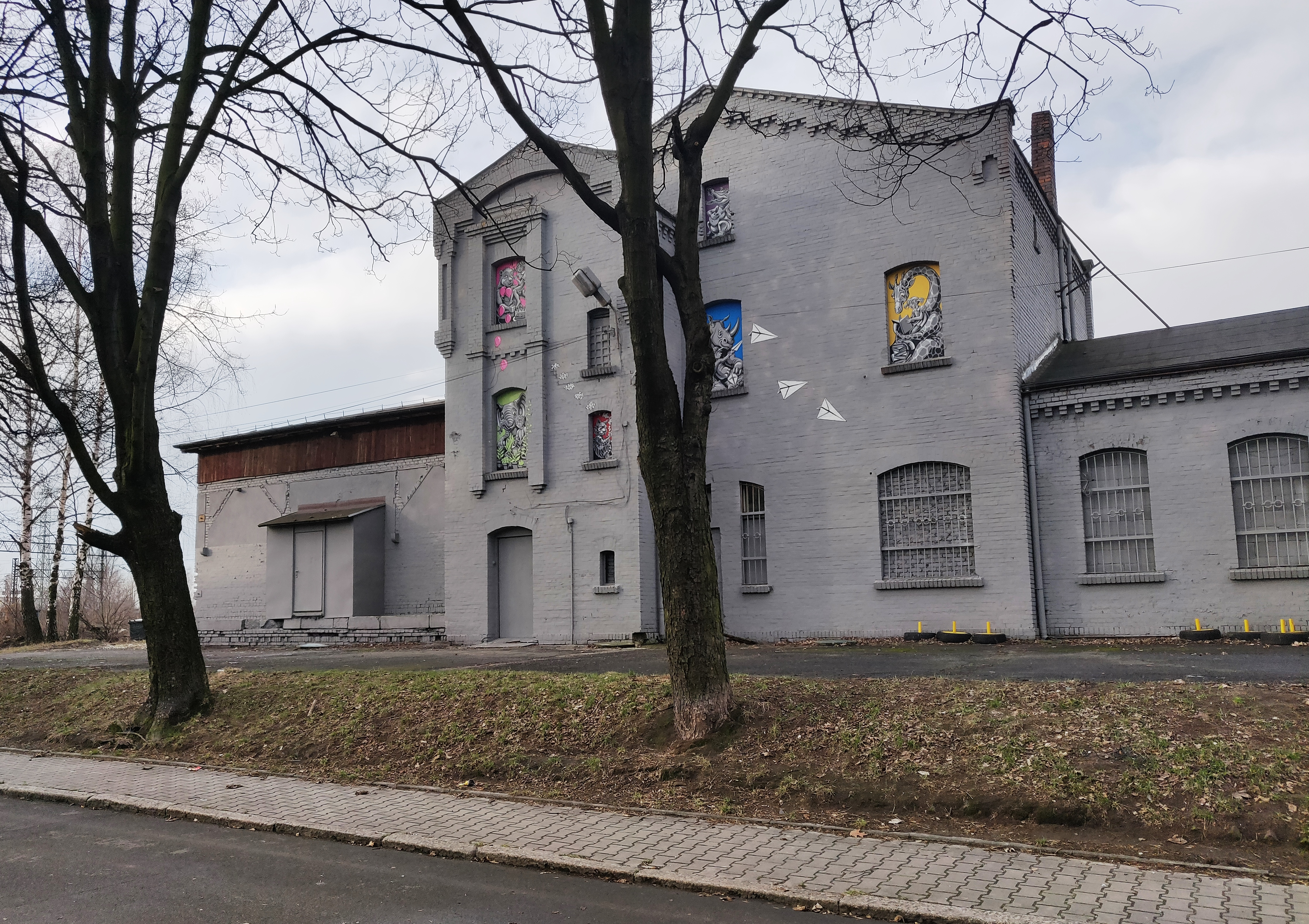
Dworzec w Dąbrówce Małej (2019 r.)